# Podoserpula pusio
Podoserpula pusio är en svampart som först beskrevs av Miles Joseph Berkeley, och fick sitt nu gällande namn av D.A. Reid 1963. Podoserpula pusio ingår i släktet Podoserpula och familjen Amylocorticiaceae.   Inga underarter finns listade i Catalogue of Life.

## Bildgalleri

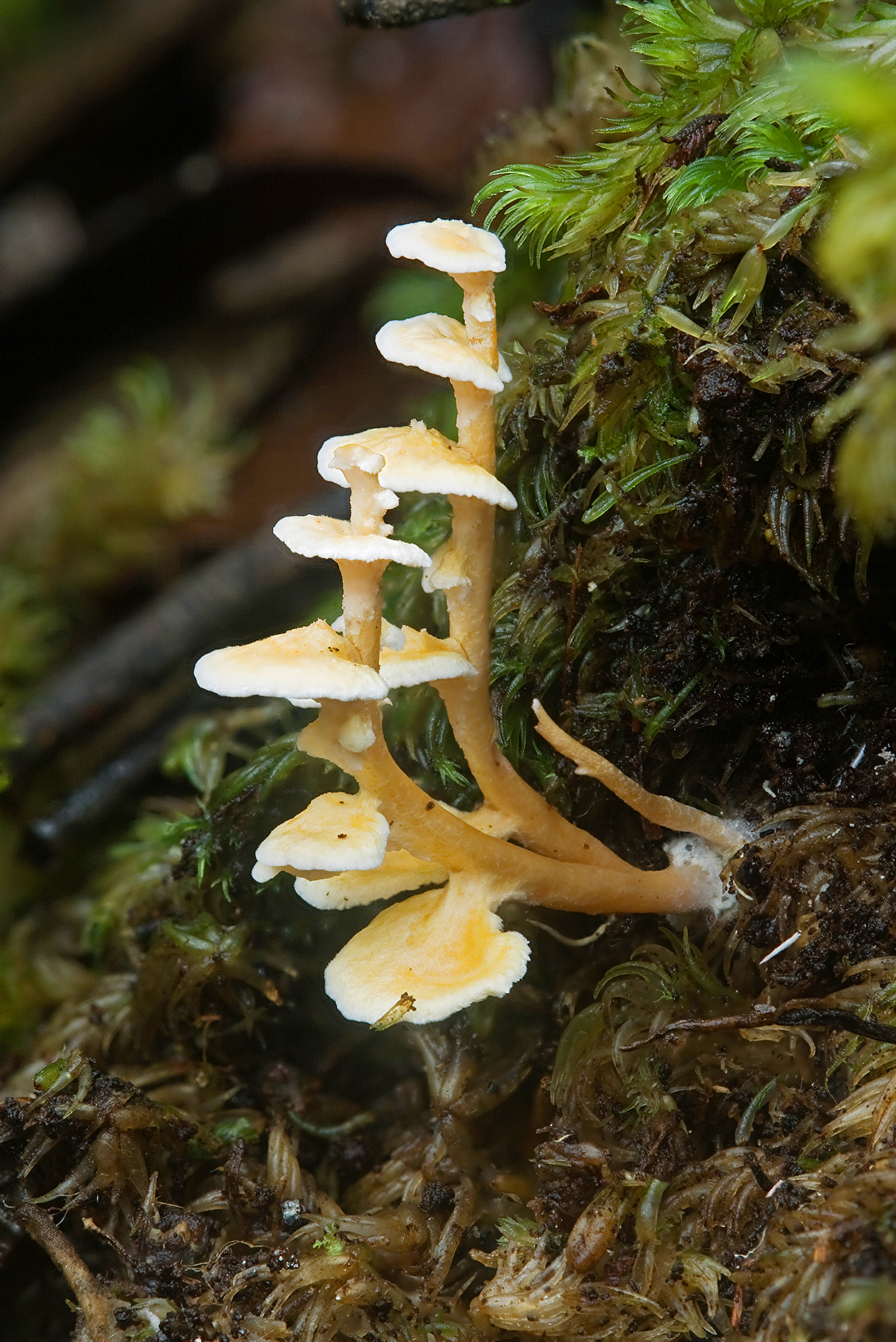